# Poseidonamicus hunti
Poseidonamicus hunti is een mosselkreeftjessoort uit de familie van de Thaerocytheridae. De wetenschappelijke naam van de soort is voor het eerst geldig gepubliceerd in 2011 door Brandão & Päplow.